# Al far
Al far (títol original en anglès: To the Lighthouse) és una novel·la de Virginia Woolf publicada el 1927, i se centra en la família Ramsay i les seves visites a l'illa de Skye (Escòcia) entre els anys 1910 i 1920.
Seguint i ampliant la tradició dels novel·listes modernistes, com Marcel Proust i James Joyce, la trama d'Al far és secundària a la seva introspecció filosòfica. Citada com a exemple clau de la tècnica literària de la focalització múltiple, la novel·la inclou poc diàleg i gairebé cap acció; la major part està escrita com a pensaments i observacions. La novel·la recorda les emocions infantils i destaca les relacions adultes. Entre els nombrosos temes i trops del llibre es troben els de la pèrdua, la subjectivitat, la naturalesa de l'art i el problema de la percepció.
El 1998, la Modern Library va nomenar Al far el número 15 en la seva llista de les 100 millors novel·les de llengua anglesa del segle xx, i el 2005, la revista Time va escollir-la com una de les cent millors novel·les de llengua anglesa des de 1923.
L'any 1983 se'n va fer un telefilm, protagonitzat per Rosemary Harris, Michael Gough, Suzanne Bertish i Kenneth Branagh.

## Temes principals
Complexitat de l'experiència
Gran part de la novel·la de Woolf no es preocupa pels objectes de la visió, sinó que investiga els mitjans de percepció, intentant entendre la gent en l'acte de mirar. Per poder comprendre el pensament, tal com revelen els diaris de Woolf, l'autora passava molt de temps escoltant-se a si mateixa pensant, observant com i quines paraules i emocions sorgien en la seva pròpia ment en resposta a allò que va havia vist.
Complexitat de les relacions humanes
Tanmateix, aquest examen de la percepció no es limita als diàlegs interiors aïllats, sinó que també s'analitza en el context de les relacions humanes i dels tumultuosos espais emocionals travessats per arribar realment a un altre ésser humà. Dues seccions del llibre destaquen com a excel·lents instantànies d'intensos intents en aquest encreuament: l'intercanvi silenciós entre el senyor i la senyora Ramsay mentre passen el temps sols al final de la secció 1, i la lluita de Lily Briscoe per complir amb el desig de simpatia (i atenció) del senyor Ramsay a mesura que es tanca la novel·la.

## Narració i perspectiva
A la novel·la no hi ha un narrador omniscent (excepte en la segona secció, "El temps passa"); en canvi, la trama es desenvolupa a través de perspectives canviants de la consciència de cada personatge. Els canvis es poden produir fins i tot a meitat de frase i, en certa manera, s'assemblen al feix rotatiu del propi far. A diferència de la tècnica de la consciència de James Joyce, Woolf no tendeix a utilitzar fragments bruscs per representar els processos de pensament dels personatges; el seu mètode és més un de paràfrasi lírica. La manca d'un narrador omniscient significa que, al llarg de la novel·la, no hi ha cap guia clara per al lector i que només a través del desenvolupament de personatges els lectors poden formular les seves pròpies opinions i punts de vista, ja que bona part és ambigua.
Mentre que a la part I la novel·la il·lustra de la relació entre el personatge que experimenta i l'experiència i l'entorn reals, la part II, "El temps passa", que no té cap personatge a què fer referència, presenta els esdeveniments de manera diferent. En comptes d'això, Woolf va escriure la secció des de la perspectiva d'un narrador desplaçat, sense relació amb cap persona, amb la intenció que es vegin els esdeveniments en relació amb el temps. Per aquesta raó, la veu narradora està desenfocada i distorsionada, donant un exemple d'allò que Woolf va anomenar "la vida tal com és quan no en formem part". Esdeveniments importants com la mort de la senyora Ramsay, Prue, Andrew són relacionats entre parèntesis, la qual cosa fa que la narració sigui una espècie d'entrada de diari. També és possible que la pròpia casa sigui el narrador inanimat d'aquests esdeveniments.

## Al·lusions a l'autobiografia i geografia real

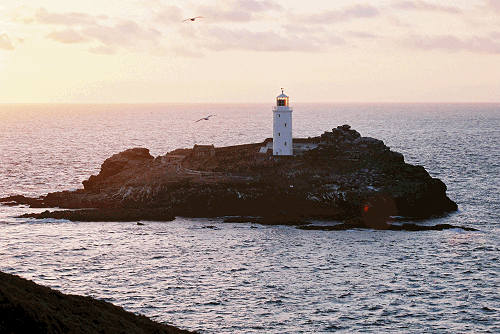
Far de Godrevy al capvespre.

Woolf va començar a escriure Al far en part com una manera d'entendre i tractar els problemes no resolts relacionats amb els seus pares i, de fet, hi ha moltes similituds entre la trama i la seva pròpia vida. Les seves visites amb els seus pares i la seva família a Saint Ives, a Cornualla, on el seu pare llogava una casa, van ser potser els moments més feliços de la vida de Woolf; però quan tenia tretze anys la seva mare va morir i, igual que el senyor Ramsay, el seu pare, Leslie Stephen, va caure en la malenconia i l'autoculpabilitat. La germana de Woolf, Vanessa Bell, va escriure que llegir les seccions de la novel·la que descrivien la senyora Ramsay era com veure la seva mare sorgida d'entre els morts. Al seu germà Adrian no se li va permetre anar d'excursió al Far de Godrevy, de la mateixa manera que en la novel·la James espera poder visitar el far i està decebut quan es cancel·la el viatge. Les meditacions de Lily Briscoe sobre la pintura són una manera que té Woolf d'explorar el seu propi procés creatiu (i també el de la seva germana pintora), ja que Woolf concebia l'escriptura de la mateixa manera que Lily concebia la pintura.
El pare de Woolf va començar a llogar Talland House a Saint Ives el 1882, poc després del propi naixement de Woolf, i va ser utilitzada per la família com a refugi familiar durant l'estiu durant els deu anys següents. La ubicació de la història principal a Al far, la casa d'una de les illes Hèbrides, va ser feta per Woolf a imitació de Talland House. Moltes característiques reals de la badia de Saint Ives són traslladades a la història, incloent els jardins que condueixen cap al mar, el mar mateix, i el far.
Malgrat que a la novel·la els Ramsay poden tornar a la casa de Skye després de la guerra, els Stephen ja havien abandonat Talland House per aquella època. Després de la guerra, Virginia Woolf va visitar la casa amb la seva germana Vanessa, i Woolf va repetir el viatge més tard, molt després que els seus pares fossin morts.

## Història de la publicació
Després de completar l'esborrany d'aquesta, la seva novel·la més autobiogràfica, Woolf la va descriure com "fàcilment el millor dels meus llibres", i el seu marit Leonard el va considerar "una obra mestra... un poema psicològic totalment nou". El van publicar junts a la seva editorial Hogarth Press a Londres, el 1927. La primera impressió va ser de 3.000 còpies de 320 pàgines de 191x127 mm, enquadernada en tela blava. El llibre va superar totes les novel·les anteriors de Woolf i els ingressos van permetre al matrimoni comprar-se un cotxe.